# Szymon Suckewer
Szymon Suckewer (ur. 10 kwietnia 1938 w Warszawie) – amerykański fizyk polskiego pochodzenia, emerytowany profesor na Uniwersytecie w Princeton. Najbardziej znany za swoje odkrycia w optyce rentgenowskiej, szczególnie za opracowanie technologii do generowania impulsów laserowych o wysokich częstotliwościach, które są stosowane w diagnostyce plazmy.

## Życiorys
W 1966 r. uzyskał stopień doktora nauk fizycznych na Uniwersytecie Warszawskim, a w 1971 r. stopień doktora habilitowanego, następnie pracował jako docent w Instytucie Fizyki Doświadczalnej na Uniwersytecie Warszawskim. W 1975 r. wyemigrował do Stanów Zjednoczonych, gdzie rozpoczął pracę naukową na Uniwersytecie w Princeton. Na tej uczelni, na stanowisku profesora, od 1987 r. koordynował badania naukowe w Princeton Plasma Physics Laboratory.
W 1984 r. wraz z grupą naukowców odkrył laser o długości fali 18,2 nm w plazmie jonów węgla. Była to pierwsza demonstracja tego zjawiska, zbliżona w czasie do podobnych rezultatów otrzymanych przez Petera Hagelsteina w Lawrence Livermore National Laboratory.
Przełomowym odkryciem Szymona Suckewera w 1987 r. było wytworzenie pulsów o intensywności {\displaystyle 2\times 10^{18}\ \mathrm {W} \times \mathrm {m} ^{-2},} którymi był w stanie pobudzić aktywność laserową w plazmie litowo-jonowej o długości fali 13,5 nm.
Kolejnym polem zaintersowania naukowca było zastosowanie laserów w bioinżynierii. Dzięki femtosekundowym pulsowym laserom przeprowadzane są obecnie beznacięciowe operacje na oku. Ponadto lasery o wysokiej intensywności używane są jako bezpieczny i efektywny sposób do usuwania tatuaży skórnych.
W 1990 r. Szymon Suckewer został laureatem nagrody American Physical Society za odkrycia w fizyce plazmy, zaś w 2005 r. otrzymał nagrodę Willis E. Lamb Award w zakresie nauki laserowej i fizyki kwantowej. Z kolei w 2007 r. został laureatem nagrody Arthur L. Schawlowa za pionierskie odkrycia w dziedzinie produkcji laserów o bardzo krótkiej długości światła oraz za pracę dotyczące mikroskopii laserowej.
Szymon Suckewer jest współpracownikiem American Physical Society oraz Optical Society of America, posiada także liczne patenty w Urzędzie Patentów i Znaków Towarowych Stanów Zjednoczonych.